# رشيد خان (لاعب كريكت)
رشيد خان (20 سبتمبر 1998 في أفغانستان - ) هو لاعب كريكت أفغاني. شارك مع منتخب أفغانستان للكريكت. أما مع النوادي، فقد لعب مع صن رايزرز حيدر آباد وComilla Victorians ‏ وQuetta Gladiators ‏ ونادي مقاطعة ساسكس للكركيت ‏ وAdelaide Strikers ‏.

## وصلات خارجية
- رشيد خان على موقع إي آس بي آن كريك إنفو (الإنجليزية)